# Madison Adams
Madison Adams (19929 es una actriz estadounidense. Conocida por su papel de Allie en la película Resident Advisor, ella también apareció en un episodio de la serie G.I.A. interpretando a Candy.

## Filmografía y Créditos Televisivos
| Año  | Título           | Papel | Medio    | Notas          |
| ---- | ---------------- | ----- | -------- | -------------- |
| 2012 | G.I.A.           | Candy | Serie TV | 1 episodio     |
| 2012 | A Fighting Man   | Hanna | Corto    | Coprotagonista |
| 2013 | Resident Advisor | Allie | Película | Coprotagonista |
| 2014 | Boozy Mom        | Amber | Serie TV | 2 episodios    |